# Битва под Белой Церковью (1665)
Битва под Белой Церковью — одно из заключительных сражений русско-польской войны 1654—1667 годов. Битва была выиграна русской стороной главным образом за счёт калмыцкой конницы, разгромившей польские конные отряды Станислава Яна Яблоновского. Последовавшая за этим осада Белой Церкви со стороны гетмана Ивана Брюховецкого успеха не имела.

## Общее политическое и военное положение
Заключительный этап русско-польской войны характеризовался исчерпанием у сторон материальных и людских ресурсов. Осуществлялись небольшие стычки и бои местного значения как на северном (белорусском), так и на южном (украинском) театрах военных действий. На Правобережной Украине в 1664—1665 годах имело место широкомасштабное восстание потив властей Речи Посполитой. Положение в непосредственно польских землях усугубилось для властей рокошем Любомирского, начавшемся 30 апреля 1665 года. Для борьбы с Любомирским была переброшена значительная часть королевских войск. Этим воспользовлся левобережный гетман Иван Брюховецкий, который предпринял попытку овладеть Правобережьем. Брюховецкий занял правобережные города Канев, Умань, Жаботин, Смелу и другие. В составе его войск был русский отряд во главе с Фёдором Протасьевым, однако в целом русское правительство к этому моменту уже не стремилось к завоеванию Правобережья и было настроено на заключение перемирия с Варшавой.
Главным оплотом Речи Посполитой на Украине была хорошо укреплённая Белая Церковь, имевшая гарнизон из немецкой пехоты и казаков полковника Дмитрия Серденя, насчитывавший свыше 1500 человек.
В апреле 1665 года русско-казацкий отряд численностью 2000 человек во главе с лубенским полковником Григорием Гамалеей, ротмистром Михаилом Жемчужниковым и капитаном Иваном Стромиловским штурмовал Корсунь, где взял Большой город, убив многих поляков и черкас-изменников и вывел крупный полон. Малый город, в котором заперлись наёмные немцы численностью 300 человек, штурмовать не стали.

## Ход битвы
В мае из Канева к Белой Церкви направилось войско, состоявшее из левобережных казаков, русских ратных людей и калмыков, присланных Брюховецкому в подкрепление, которое насчитывало 2700 человек. Ему противостояло коронное войско Яблоновского численностью от 3 до 4 тысяч человек. Битва произошла между сёлами Житные Горы к юго-востоку от Белой Церкви и Гребёнки северо-восточнее Белой Церкви. В последних находился обоз Яблоновского. По сообщениям современников, войска сходились дважды. Массированная копейная атака калмыцкой конницы разгромила польскую армию, заставив отступить элитные формирования знаменитой тогда в Европе польской кавалерии (гусар, рейтар и «панцерных») и наёмную немецкую пехоту, при этом калмыки убили и сдавшихся в плен. 

Описывая трофеи калмыков после боя, гетман Войска Запорожского Брюховецкий докладывал о доспехах и вооружении гусар и прочих «служилых рухледях лядских», отмечая, что 
«… там же на бою многие гусары, рейтары, немцы, и рот казацких ляхи пропали и побеждены суть, а войска вашего царского пресветлого величества, а имянно калмыцкие, в конех, в платье, в пансырех, в збруях и копьях гусарских и в иных служилых рухледех воинских лядских добывшися, щастливо назад воротились».
Количество потерь польской армии в ходе сражения определялось очевидцами в 1 тысячу всадников и «пехоты много», также 80 человек сдались в плен, но были убиты калмыками (традиция калмыков не брать пленных во время боя отмечалась также крымскими татарами и османами). Отмечается также, что польские войска отступили в укреплённый лагерь, однако не смогли его удержать и «насилу вырвались», сам лагерь польской армии был сожжён (возможно, самими отступающими поляками).

## Дальнейшие события
После битвы Яблоновский со всем своим войском ушёл из Украины. Брюховецкий хвалился в письмах царю, что это результат его поражения под Белой Церковью, однако современные исследователи связывают уход Яблоновского с рокошем Ежи Любомирского.
Пользуясь уходом Яблоновского, Брюховецкий 9 (19) июня осадил Белую Церковь, которую с 1,5-тысячным гарнизоном оборонял генерал-майор Ян Стахурский. В осаде также принимали участие русские и калмыцкие отряды. Однако ни штурм, ни последующая осада успеха не имели. Агитация сторонников Степана Опары и слухи о готовящемся походе крымских татар вызвали в лагере Брюховецкого волнения. Вылазка части гарнизона под командованием полковника Фиркса заставила Брюховецкого отступить от Белой Церкви, бросив часть обоза. Таким образом Белоцерковская кампания Брюховецкого, в целом, провалилась.